# Alexandru Lăpușneanu

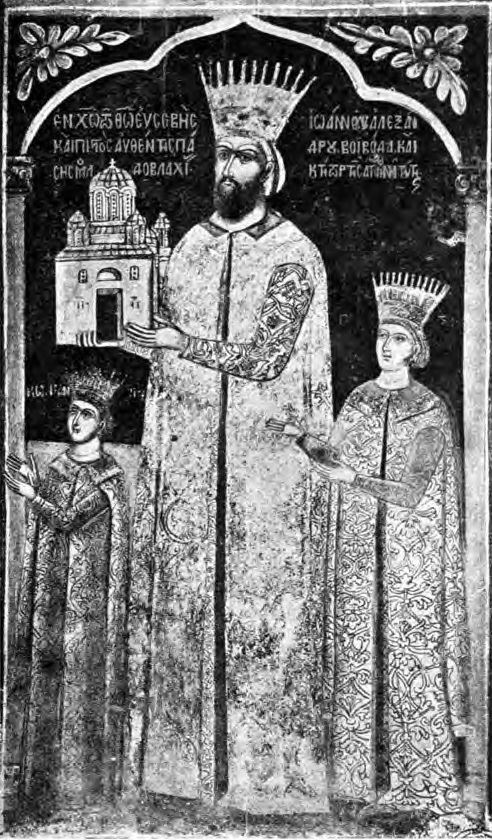
Alexandru Lăpuşneanu

Alexandru Lăpușneanu(l), eigentlich Petru Alexandru, (* nach 1500 in Lăpușna (Hîncești); † 11. März 1568 in Kloster Slatina) war ein Fürst der Moldau, der zwischen 1552 und 1561 sowie 1564 und 1568 regierte. Er nannte sich später in Anlehnung an seinen Geburtsort Lăpuşneanu(l).

## Geschichte
Nach der Ermordung des Wojwoden Ștefan Rareș am 8. September 1552 übertrugen unter der Führung von Sturdza und Movilă einige Bojaren Ioan Joldea die Macht. Dies führte zu Spannungen mit dem Hof in Krakau, denn König Sigismund II. August hatte vorgehabt, Alexandru Lăpușneanu, unehelicher Sohn des Bogdan III., des Blinden und einer Anastasia aus Lăpușna sowie Enkel von Stefan dem Großen, zu inthronisieren. Mit Hilfe des polnischen Kavallerieoffiziers Seniawiski und 3 000 Reitern gelang es jedoch, Joldea auf dem Weg zu seiner Salbung nach Suceava in einen Hinterhalt bei Șipote zu locken und gefangen zu nehmen.

### Erste Herrschaft

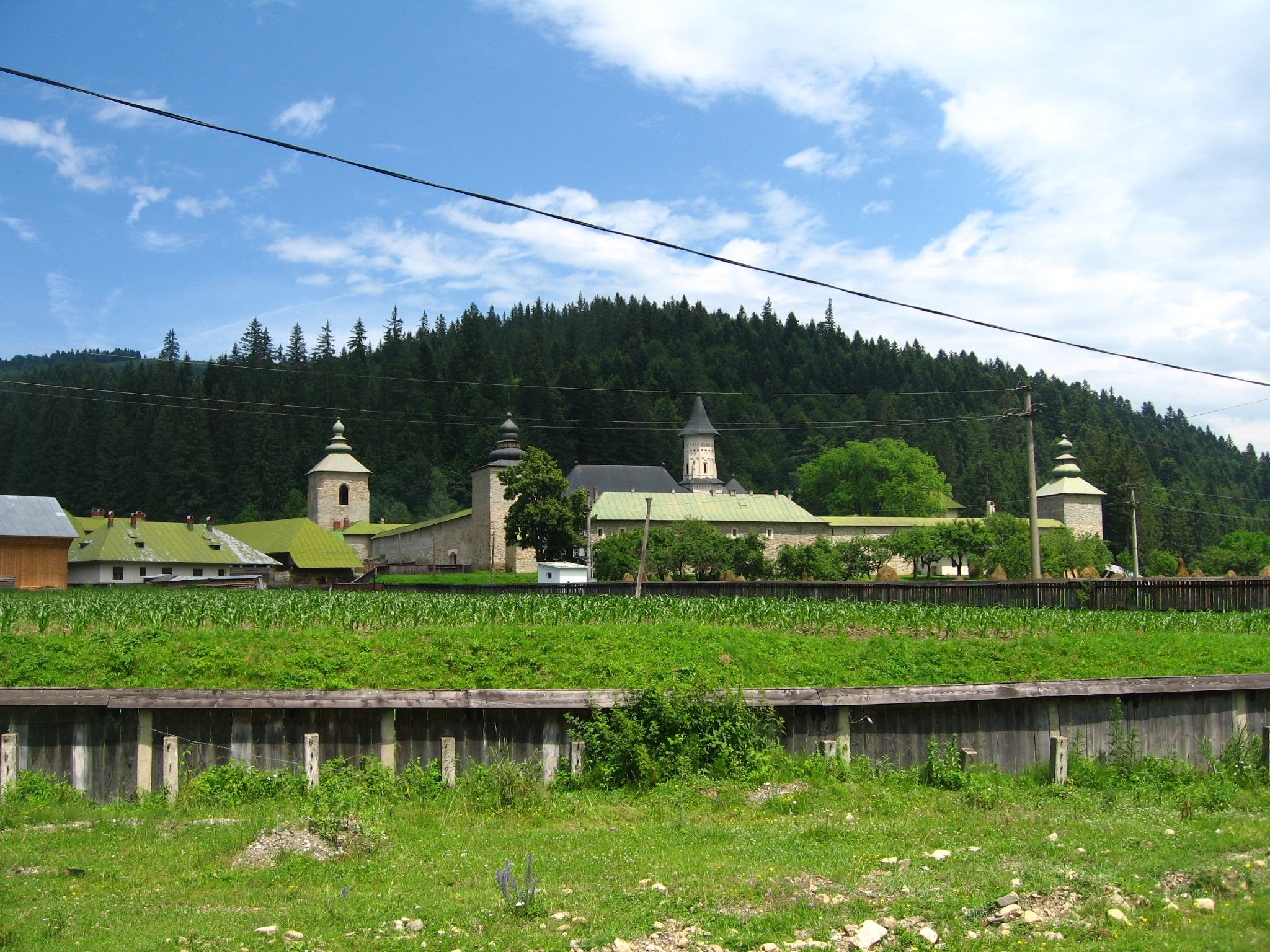
Kloster Slatina

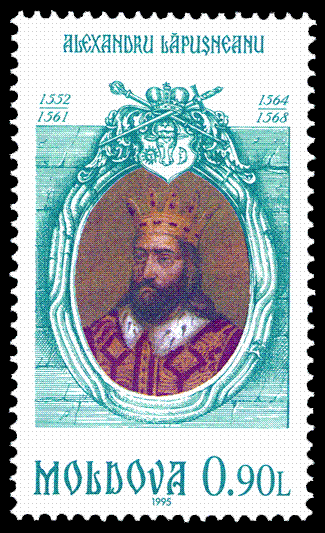
Alexandru Lăpușneanu

Alexandru setzte den Fürsten Ioan Joldea mit polnischer Hilfe ab, der daraufhin den Rest seines Lebens in einem Kloster verbringen musste. Er bestieg den Thron am 12. September 1552. Auch Sultan Süleyman I. sanktionierte diesen Akt am 24. Oktober 1552. Die Bojaren strebten schon bald danach, ihre Macht zu festigen, was einen Konflikt mit Lăpușneanu verursachte. Also versuchten die Adligen ihn durch den jüngeren Sohn des Petru Rareș zu ersetzen. Ihr Komplott wurde aufgedeckt. Daraufhin verloren viele Grundbesitzer ihr Eigentum, die konfiszierten Güter vergrößerten unter anderem auch den fürstlichen Besitz. In der Folge stellte Lăpușneanu durch einen Treueschwur das Land unter polnische Oberhoheit, auch verpflichtete er sich, im Kriegsfall Polen mit 700 Reitern auszuhelfen (22. Juni 1553). Dieser Akt missfiel Kaiser Ferdinand I., da König Sigismund der Bruder der Königin Isabella von Ungarn war und ihr Gatte König Johann Zápolya sein Feind und Konkurrent um die Krone Ungarns. Aber auch der Dīwān lehnte diese Verbindung ab, weshalb Alexandru Anfang 1555 nach Konstantinopel zitiert wurde. Anstatt aber persönlich hinzureisen, schickte er eine ansehnliche Summe Geldes, was die Türken wohlwollend zur Kenntnis nahmen. Nachdem er ihnen 1556 auch noch half, die nach Polen geflüchtete Isabella auf den Thron nach Cluj zurückzubringen, war er sich sowohl polnischen als auch türkischen Schutzes gewiss. Im Jahr 1553 (Fertigstellung 1564) ließ er im Dorf Slatina bei Suceava ein Kloster gleichen Namens errichten, das der Verklärung des Herrn gewidmet wurde. Er ließ auch eine Kirche in Lemberg für die dortigen orthodoxen Christen erbauen.
Trotzdem gelang es einem gewissen Ioan Jacob Heraclides (Ion Nistor nannte ihn Vasilic), Sohn des Despoten von Samos, ihn zu stürzen. Zuerst hatte er sich im moldauischen Heer verdingt und behauptet, er sei ein Verwandter von Lăpușneanus Frau Ruxandra, einer Tochter des Petru Rareș. Zusammen mit dem Bojaren Moțoc und anderen schmiedete er allerdings Umsturzpläne. Die beiden mussten daraufhin nach Siebenbürgen fliehen. Auch hier verfolgt, zogen sie weiter in das Gebiet der heutigen Slowakei, wo Heraclides in der Person des Polen Albert Laski einen Geldgeber zum Aufstellen eines Heeres gegen Alexandru fand. Laski lieh ihm 10 000 Goldtaler. Der erste Versuch der Machtergreifung schlug zwar fehl, doch schließlich bezwang Jacob die Moldauer, diesmal auch mit Unterstützung von Kaiser Ferdinand, am 10. November 1561 bei Verbia in der Nähe von Dorohoi. Acht Tage später bestieg er den Fürstenthron und wurde von dem jüdischen Diplomaten und Bankier in osmanischen Diensten Joseph Nasi finanziell unterstützt. Er ging während seiner kurzen Herrschaft als Despot Vodă in die rumänische Geschichte ein.

### Interimszeit
Nachdem Despot Vodă den Lutheranismus zur Staatskirche bestimmt und die Ikonenverehrung verboten hatte, war die tiefgläubig orthodoxe Bevölkerung zutiefst aufgewühlt. Auch erhob er extrem hohe Steuern im Land und wollte eine Ausländerin, eine Polin, heiraten. Das führte zu einer Verschwörung der Bojaren unter Leitung des Hatmans Ștefan Tomșa. Von Albert Laski durfte er keine Unterstützung mehr erwarten, da er noch nicht begonnen hatte, seine Schulden zurückzuzahlen. Mit einem großen Aufstand konfrontiert, zog er sich in die Festung Suceava zurück und widerstand einer dreimonatigen Belagerung. Schließlich wurde Jacob im Oktober 1563 gefangen genommen und mit einem Streitkolben von Tomșa persönlich erschlagen.
Letzterer wurde zum neuen Fürsten der Moldau gekürt und musste alsbald eine Invasion seines Landes durch den benachbarten walachischen Fürsten Petru cel Tânăr abwehren, war aber nicht in der Lage, die Anerkennung als rechtmäßiger Herrscher der Moldau durch das Osmanische Reich zu erhalten.

### Zweite Herrschaft
Nachdem Tomșa, mit osmanischer vor allem auch finanzieller Hilfe in Person des oben erwähnten Joseph Nasi und militärischer Hilfe durch den Siebenbürger Fürsten Johann Sigismund Zápolya vertrieben und nach Polen geflüchtet war, wo ihn König Sigmund II. unter einem fadenscheinigen Vorwand hinrichten ließ, kehrte Alexandru Lăpușneanu im März 1564 an die Macht zurück. Das hatte ihn mehr als 200 000 Goldstücke gekostet, auch waren die türkischen und tatarischen Truppen während der Vertreibung Tomșas plündernd und raubend durchs Land gezogen. Der Fürst wurde zunehmend misstrauisch und rachsüchtig. So lud er den zahlreichen Bojaren, die seine Vorgänger, vor allem Jacob, unterstützt hatten, als Zeichen des guten Willens zu einer allgemeinen Bojarenversammlung ein. Während der Besprechungen ließ er gemäß einem polnischen Dokument vom November 1564 dann zwölf von ihnen durch ausländische Söldner töten, nach dem Bericht des moldauischen Chronisten Grigore Ureche gar 47. Das beschlagnahmte Vermögen behielt er für sich, verschenkte aber auch Teile davon, so bestätigte er in einer Urkunde vom 7. Mai 1565 der Familie Wassilko nicht nur die Rechtmäßigkeit der Urkunde des Fürsten Alexander von 1428, vielmehr übertrug er ihr auch das Miteigentum an einer Vielzahl von Dörfern in der nördlichen Moldau. Er beschenkte auch das Kloster Chipriana mit einer Vielzahl von Gütern: Lozeni, Preajolteni, Onesti, Sadova, Baliceni, Vorniceni, Dumeni und anderen.
Bald darauf verlangten die Türken von ihm, um die Verteidigungskraft des Landes zu schwächen, den Abriss aller Steinfestungen der Moldau bis auf Hotin, das sie als Operationsbasis behalten wollten. Der Fürst reagierte mit List. Er ließ einige Festungen minderer Rangordnung wie Roman und Crăciun in Brand setzen, was sogar diese zwar beschädigte, doch nicht vernichtete. Durch eine kluge Außenpolitik gelang es ihm die Festungen Ciceu und Cetatea de Baltă erneut in seinen Besitz zu bekommen. In jener Zeit zog auch die fürstliche Residenz von Suceava nach Iași, welches so zur Hauptstadt der Moldau wurde. Um eine größere Nähe zum Hof zu haben, wurde Iasi auch zum Sitz des orthodoxen Metropoliten.
Anfang März 1568 erkrankte er schwer mit hohem Fieber, Schmerzen und Schüttelfrost. Daraufhin ließ er seinen ältesten Sohn am 9. März des Jahres als Bogdan IV. Lăpuşneanu zu seinem Nachfolger wählen und trat unter dem Namen Pahomie in das von ihm gestiftete Kloster Slatina ein, wo er zwei Tage später starb. Er, seine Gattin und zwei ihrer Töchter wurden dort begraben. Insgesamt hatte er 13 eheliche und uneheliche Kinder. Neben seinem legitimen Sohn Bogdan bestiegen in der Folge auch zwei uneheliche Söhne den Thron der Moldau: Aron Tiranul und Petru Cazacul.
Der Schriftsteller Constantin Negruzzi machte den Fürsten durch seine historische Novelle „Alexandru Lăpușneanu“ populär, allerdings stilisierte er ihn äußerst negativ, was nicht den Tatsachen entspricht. Nach dem Fürsten sind zahlreiche Straßen und Boulevards in Rumänien benannt.